# CG-1 (Андорра)
CG-1 (Carretera General 1) — дорога мережі доріг Андорри, яка з'єднує столицю Андорра-ла-Велья з Ла-Сеу-д'Уржель та Верхній Урхель. Дорога, відкрита в 1913 році, є головним сполученням держави з Іспанією, з 1960 по 1994 рік мала номер N-1. До її будівництва долучилися працівники FHASA. Її також називають Carretera d'Espanya.